# Омская геморрагическая лихорадка
О́мская геморраги́ческая лихора́дка — острое вирусное заболевание, характеризующееся природной очаговостью, лихорадкой, геморрагическим синдромом, поражением органов дыхания, нервной системы и относительно доброкачественным течением. Относится к группе забытых (пренебрегаемых) болезней.

## Этиология
Возбудитель омской геморрагической лихорадки РНК-содержащий фильтрующийся вирус Orthoflavivirus omskense относится к роду Flavivirus, семейству Flaviviridae. По антигенным свойствам он близок к другим вирусам группы клещевого энцефалита, но не вызывает образования перекрёстного иммунитета. Существует в двух серологических вариантах. Вирус имеет размеры до 40 нм в диаметре, сферическую форму и двухслойную оболочку, в состав которой входят липиды и белки, определяющие видоспецифичность вируса. Малоустойчив к различным физическим и химическим факторам. Вирус при пассаже на ондатрах и белых мышах становится высоковирулентным, морские свинки и белые крысы малочувствительны к вирусу.
Первые сведения о заболевании относятся к 1940—1943 годам, когда в Сибири начали регистрироваться случаи заболевания с «необычной» клинической картиной. Высказывались мнения о том, что это атипичные формы сальмонеллёза, туляремии, лептоспироза. Весной 1945 года в Омской области снова появились случаи неизвестного заболевания. Тогда же сибирские врачи Г. А. Сиземова и А. А. Гавриловская высказали предположение о нозологической самостоятельности этой болезни. В 1946 году возникли очередные вспышки с ещё большим числом заболевших. Работы местных специалистов позволили предположить, что заболевание передаётся трансмиссивным путем.

## Эпидемиология
Природные очаги омской геморрагической лихорадки были выявлены в степных и лесостепных районах Омской, Новосибирской, Тюменской, Курганской, Оренбургской областей. Кривая сезонной заболеваемости имеет два пика: в мае (заболевают преимущественно сельскохозяйственные работники) и августе — сентябре (самая высокая заболеваемость регистрируется среди охотников). Резервуаром инфекции в природе являются в основном водяная крыса, рыжая полёвка, ондатра, а также клещи Dermacentor pictus, Dermacentor marginatus, которые могут передавать вирус потомству трансовариально. Омская геморрагическая лихорадка неконтагиозна. Передачи инфекции от человека человеку не отмечено, не зарегистрированы и вспышки внутрибольничной или внутрисемейной инфекции. Восприимчивость всеобщая.

## Патогенез
Воротами инфекции является кожа в месте укуса клеща или мелкие повреждения кожи, инфицированные при контакте с ондатрой или водяной крысой. На месте внедрения вируса первичного аффекта не наблюдается. В основе патогенеза лежит поражение вирусом эндотелия капилляров, вегетативной нервной системы и надпочечников.

## Патологическая анатомия
На аутопсии выявляют резкое полнокровие и отёк головного и спинного мозга, серозно-геморрагический лептоменингит, мелкие кровоизлияния, некрозы и очаговый энцефалит. Патоморфологические изменения сходны с таковыми при других геморрагических лихорадках.

## Клиническая картина
Инкубационный период продолжается от 2 до 4 дней. Продромальные явления наблюдаются крайне редко, продолжительностью до 2 суток, при этом возникают слабость, мышечная боль, тошнота, головокружение, головная боль. Обычно заболевание начинается внезапно и характеризуется лихорадкой (39-40 °С), продолжающейся 5–12 дней. В 30-50 % случаев отмечается вторая волна лихорадки через 10–15 дней после начала заболевания. Второй фебрильный период протекает часто тяжелее, чем первый.
В типичных случаях наблюдается головная боль, менингизм, тошнота и экзантема на слизистой оболочке нёба; преобладают носовые, кишечные, лёгочные и маточные геморрагии. При осмотре больного характерна гиперемия верхней части туловища, лицо также гиперемировано, одутловато, склеры инъецированы , слизистая оболочка ротоглотки «пылающая», отёчная. Обнаруживается геморрагическая сыпь от петехий до крупных кровоизлияний. Отмечается гипотония, при аускультации — глухость тонов сердца, возможны брадикардия, дикротия пульса, отдельные экстрасистолы. В крови определяется лейкопения, тромбоцитопения, плазмоцитоз. Для омской геморрагической лихорадки характерно закономерное вовлечение в патологический процесс дыхательных путей. Бронхит наблюдается практически у всех больных, почти у половины на 3–5-й день появляются признаки, свидетельствующие о поражении лёгких (одышка, мелкопузырчатые хрипы на ограниченном участке). В течение всего лихорадочного периода клинические симптомы стабильны. С момента падения температуры и в период реконвалесценции длительно сохраняется астенизация.

## Диагноз
При диагностике учитывают эпидемиологические предпосылки. Для подтверждения диагноза используют ПЦР, реакцию нейтрализации, выделение вируса (в первые дни болезни).

## Лечение
Этиотропных препаратов нет. В случае присоединения вторичных инфекций — антибиотики. Назначаются поливитамины (витамины группы B), при развитии тромбогеморрагического синдрома — гепарин до 40 ЕД в сутки.

## Прогноз
В большинстве случаев заболевание заканчивается полным выздоровлением. Летальность 1–5 %. При соблюдении адекватной поддерживающей терапии прогноз благоприятный.

## Профилактика
Соблюдение мер личной защиты от нападения клещей. Акарицидные мероприятия в природных очагах. Разработана специфическая инактивированная формалином вакцина из мозговой ткани белых мышей, но, несмотря на высокий защитный эффект, эта вакцина не используется из-за побочных реакций. Можно применять для иммунизации вакцину против клещевого энцефалита.